# سالبالئن
سالبالئن (به اسپانیایی: Salvaleón) یک شهرستان در اسپانیا است که در استان باداخس واقع شده‌است.